# Альберт Скотт Кроссфілд
Альберт Скотт Кроссфілд (2 жовтня 1921, Берклі, штат Каліфорнія — 19 квітня 2006, Атланта) — американський військово-морський офіцер і льотчик-випробувач. Перший пілот, який здійснив політ зі швидкістю вдвічі більшою від звуку. Кроссфілд був першим із дванадцяти пілотів, які здійснили політ на північноамериканському Х-15 — експериментальному космічному літаку.

## Біографія
Альберт Скотт Кроссфілд народився 2 жовтня 1921 року в Берклі, штат Каліфорнія. Дитинство пройшло в Каліфорнії та Вашингтоні. Під час Другої світової війни він служив у ВМС США на посаді інструктора польоту та пілота винищувача. Також він літав на винищувачах F6F та F4U і на багатьох інших літаках. У 1946—1950 роках він працював у Кірстенськомууніверситеті Вашингтона. Отримав ступінь бакалавра наук у 1949 році та ступінь магістра аеронавігаційної інженерії в 1950 році.

### Військова кар'єра
У 1950 році Кроссфілд приєднався до Національного дорадчого комітету з питань аеронавтики високошвидкісної льотної станції, яка тепер називається Центром льотних досліджень Ніла А. Армстронга на базі ВПС Едвардс, Каліфорнія.

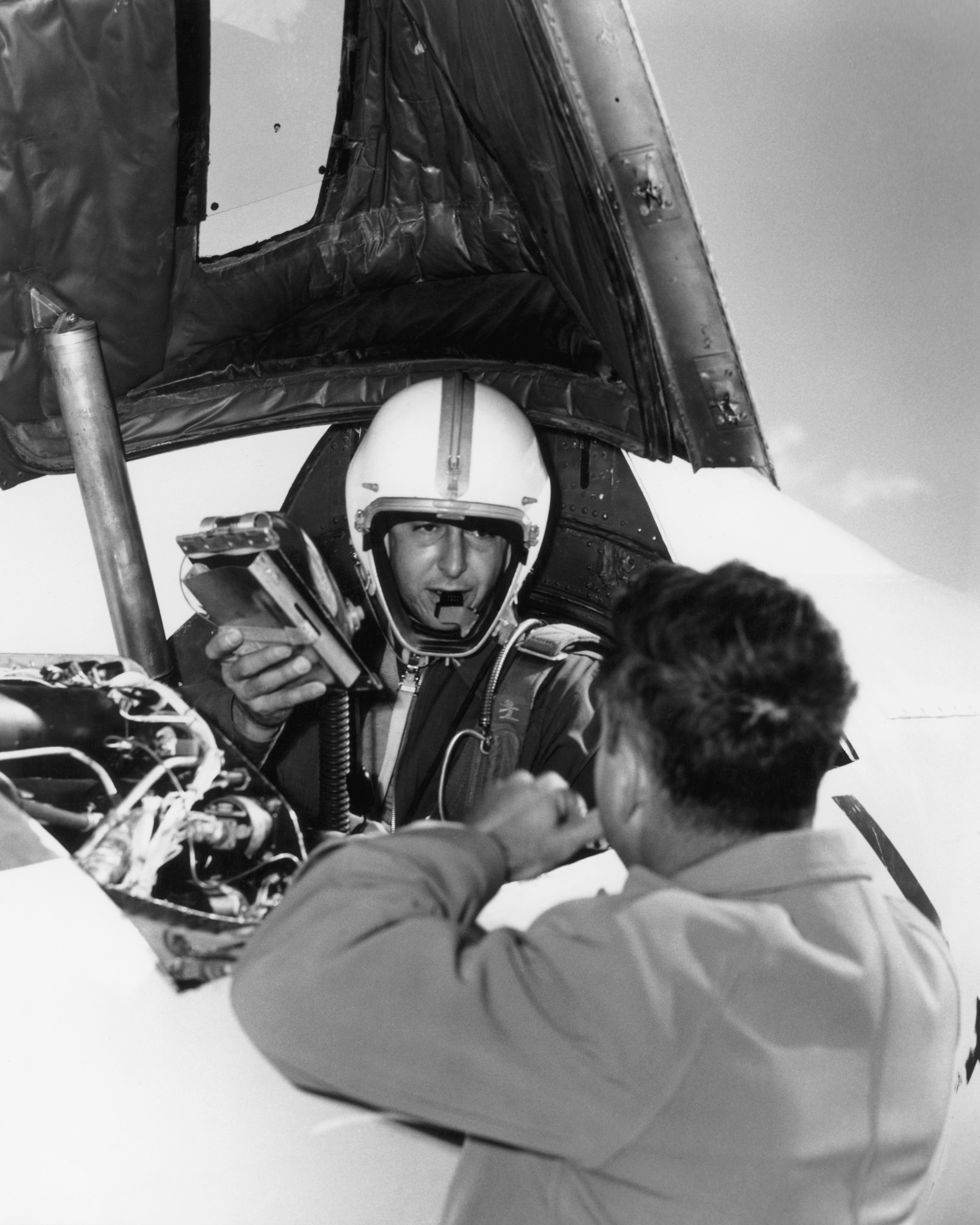
Кроссфілд у кабіні пілота Douglas D-558-II Skyrocket протягом листопада 1953 року

Альберт Скотт Кроссфілд продемонстрував свої навички льотних випробувань на своєму першому студентському соло. Його інструктор був недоступний, тому Кроссфілд самостійно злетів і пройшов маневри, які він практикував зі своїм інструктором. Під час першого штопора Кроссфілд відчував вібрацію, стукіт та шум у літаку, якого він ніколи не відчував з інструктором. Він піднявся на більшу висоту, відчув ті самі вібрації, стукіт і шум. На третьому вход на ще більшу висоті, він дивився через плече, і побачив, що двері інструктора відкриті. Він простягнув руку, зачинив двері і усі вібрації, стукіт і шум припинились. Задоволений, він приземлився і заправив літак. Кроссфілд зрозумів, що його викладач тримав двері під час їхніх входжень у штопор та виведення з нього. 
Протягом наступних п'яти років він літав майже на всіх експериментальних літаках, включаючи X-1, XF-92, X-4, X-5, Douglas D-558-I Skystreak і Douglas D-558 -II Skyrocket . Під час одного з його польотів X-1, вікна кабіни повністю замерзли, і Кроссфілд буквально летів сліпим. 20 листопада 1953 року він став першою людиною, яка здійснила політ зі швидкістю вдвічі більшою від звуку. Льотчик мав 99 польотів на літаках з ракетними двигунами X-1 і D-558-II. 1955 року він перейшов на роботу у компанію North American Aviation.
У вересні 1954 року Кроссфілд здійснив вимушену посадку в North American F-100 Super Sabre. Кроссфілд здійснив ідеальний підхід і приземлення, але не зміг загальмувати літак із зупиненим двигуном на безпечній дистанції. Він використав стінку ангара NACA як гальмо, дивом не ушкодивши декілька припаркованих експериментальних літаків. Кросфілд не постраждав, а F-100 був відремонтований і повернутий до експлуатації. Кросфілд залишив НАКА в 1955 році.

### Кар'єра уNorth American  Aviation
Кроссфілд був головним пілотом інженерних випробувань для North American і відіграв важливу роль у проєктуванні та розробці North American X-15 та його систем. Після того, як він був готовий до польоту, його роботою було продемонструвати льотну придатність на швидкості до 2290 миль / год. Ці випробування вважалися надзвичайно небезпечними. Кроссфілд провів 14 із 199 загальних польотних випробувань Х-15, причому більшість із цих випробувань встановлювали та перевіряли початкові ключові параметри. Кроссфілд не тільки з самого початку брав участь у проєктуванні Х-15, але і вніс багато нововведень, зокрема наполіг на можливості регулювання параметрів двигуна пілотом з кабіни (раніше двигун налаштовували техніки на землі за результатами попередніх польотів.
Саме в цей час Кроссфілд був частиною найближчого проєкту ВПС США «Людина в космосі».
17 вересня 1959 року він здійснив перший політ із застосуванням двигуна.
Незабаром під час його третього польоту один із двигунів вибухнув. Кроссфілд здійснив аварійну посадку, під час якої він не постраждав, а літак був відремонтований.
8 червня 1960 року у нього трапилась чергова пригода під час наземних випробувань з двигуном XLR-99. Він сидів у кабіні пілота № 3 X-15, коли несправний клапан спричинив катастрофічний вибух. Знову він не постраждав, оскільки доктор Тобі Фрідман, медичний директор NAA, відкрив кабіну, щоб врятувати його, і незважаючи на те, що, як пізніше було розраховано, він був підданий  прискоренню близько 50g, 15 листопада того ж року він здійснив перший силовий політ X-15 з двигуном XLR-99. Він довів демонстраційну програму  X-15 до успішного завершення.
Всього він здійснив 16 польотів зі скиданням з літака-носія B-52 та 13 польотів із застосуванням силового агрегату X-15.
Альберт Скотт Кроссфілд залишився в North American на посаді директора з випробувань та забезпечення якості систем у відділі космічних та інформаційних систем компанії, де він керував якістю, розробкою надійності та тестуванням систем командно-сервісного модуля космічного корабля Аполлон та Saturn S-II - другого ступеня ракети-носія Сатурн V. 1966 року він став технічним директором підрозділу з питань дослідної техніки та випробувань.

### Цивільна кар'єра
У 1961 році Альберт Скотт став директором відділу випробувань та забезпечення якості проєкту НАА Парапланер.
У 1967 році Кроссфілд приєднався д о Eastern Air Lines, працював віце-президентом підрозділу з досліджень і розробок, У 1974—1975 роках він працював в якості старшого віце — президента, що підтримує HS146 діяльність в Сполучених Штатах. 1977 року він приєднався до Комітету Палати представників Сполучених Штатів з питань науки і техніки, де працював до виходу на пенсію в 1993 році технічним радником з усіх аспектів досліджень та розробок цивільної авіації і став одним з провідних прихильників національної політики. програма дослідницького літака. 1986 року цей Комітет Палати доручив Кроссфілду бути членом цільової групи, призначеної для розслідування катастрофи «Челленджер».
У лекції 2000 року Кросфілд описав, як аеронавігаційні розрахунки та конструкція Х-15 вимагали обчислювальної потужності, яка заповнювала чотири приміщення розміром 10 х 12 дюймів. Далі він сказав, що ці самі розрахунки сьогодні можна виконати на ноутбуці.

### Останні роки життя

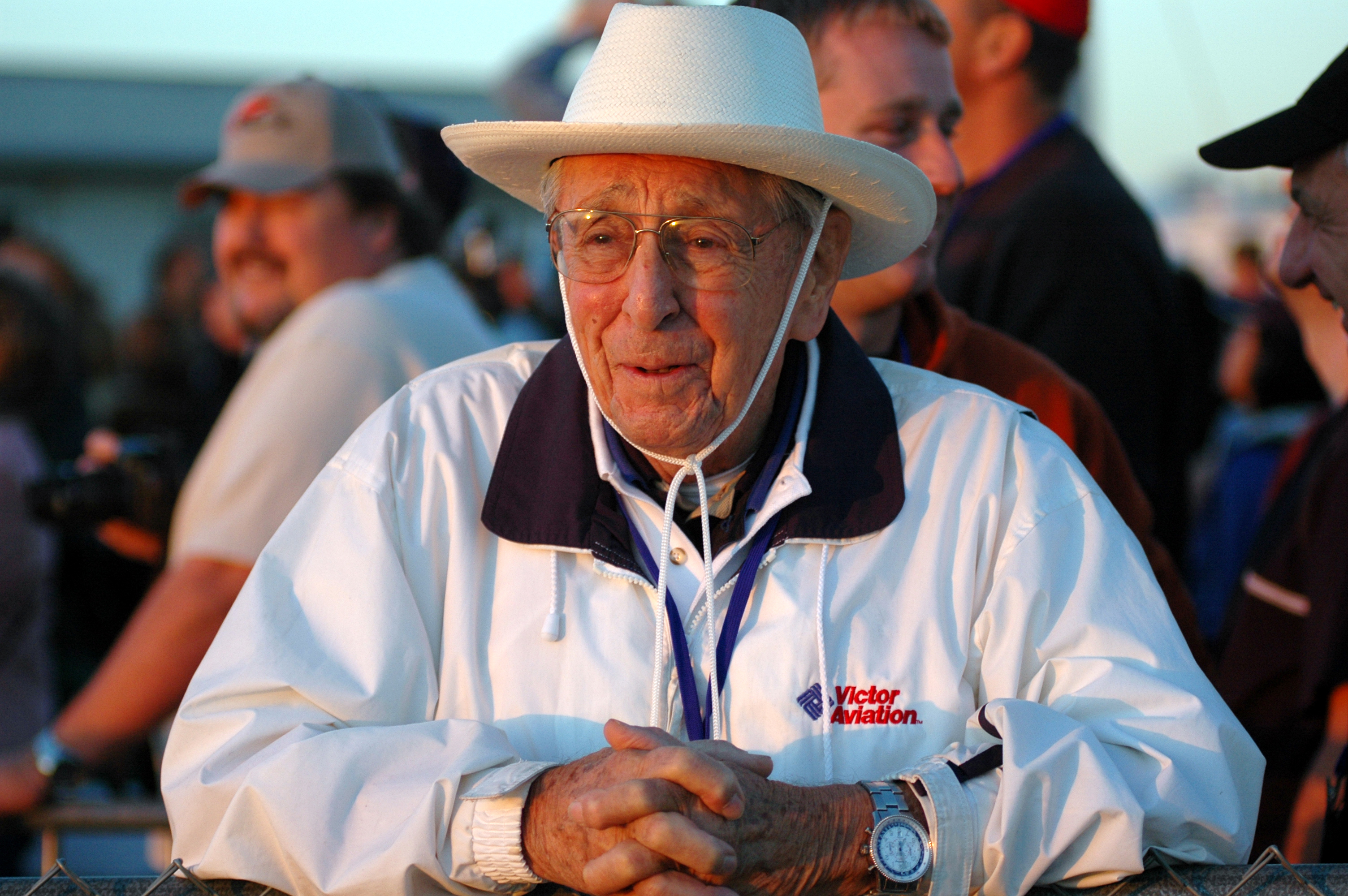
Кроссфілд під час запуску космічного корабля One у жовтні 2004 року

Кроссфілда зіграв Скотт Вілсон у фільмі 1983 року «Справжні чоловіки».
У 1986 році він фінансував премію ім. А. Скотта Кроссфілда за аерокосмічну освіту, яку щороку вручав під керівництвом Цивільного повітряного патруля під час Національного конгресу з аерокосмічної освіти. Після його смерті в 2006 році та переходу NCASE з щорічної на дворічну конференцію, дочка Кроссфілда, Саллі Кроссфілд Фарлі, перенесла церемонію нагородження до Національного залу слави авіації, Тепер вона вручається під час вихідних днів у Дейтоні, штат Огайо.
Улюбленим літаком Кроссфілд називав той, на якому він тоді літав. Всіма літаками та їхніми унікальними особистостями він насолоджувався.

## Смерть
9 квітня 2006 року під час грози диспетчери повітряного руху втратили радіо- та радіолокаційний контакт із літаком Кросфілда. літак Cessna 210 A, керований Кросфілдом. зник під час польоту з Праттвілля, штат Алабама, у напрямку Манассаса, штат Вірджинія . 20 квітня його тіло було знайдено в уламках літака у віддаленому районі міста Лудвілл, штат Джорджія.
Департамент шерифу графства Гордон повідомив, що уламки літака Кросфілда знайдені в трьох різних місцях на відстані чверті милі свідчить про те, що літак розпався, поки був у повітрі.
Кросфілд повертався з авіабази Максвелл, Монтгомері, штат Алабама, де він виступив з промовою перед класом молодих офіцерів ВПС, які відвідували повітряно-космічний базовий курс . Церемонія його похорону відбулася на Національному кладовищі в Арлінгтоні 15 серпня 2006 року.
27 вересня 2007 року Національний комітет з безпеки на транспорті опублікував звіт, в якому зазначив, що ймовірною причиною його катастрофи є «неможливість пілота отримати оновлену інформацію про погоду на маршруті, а також ненадання авіадиспетчером допомоги щодо уникнення несприятливих погодних умов, як того вимагають директиви Федеральної авіаційної адміністрації призвели до зіткнення літака з сильною грозою та подальшої втрати контролю».

## Відзнаки. Нагороди
Кроссфілд здобув премію Лоуренса Сперрі (1954), премію Октава Шануте (1954), премію Айвен К. Кінчелое (1960), Премію астронавтики Американського ракетного товариства (1960), Міжнародний трофей Гармон (1961 в Білому домі вручений президентом Джоном Ф. Кеннеді), трофей Коллієра (1961 в Білому домі вркчений президентом Кеннеді в 1962), премію Джона Дж. Монтгомері (1962), медаль за відзнаку за державну службу НАСА (1993). Він був визнаний Почесним членом Американського інституту аеронавтики Космонавтика (1999). Кроссфілд — єдиний американець, якого більше ніж один раз вшановували в Білому домі за його внесок у розвиток аеронавігаційної науки. Він був прийнятий до Міжнародного аерокосмічного залу слави (1965), Національного авіаційного залу слави (1983), Міжнародного космічного залу слави (1988), Авіаційного залу слави Вірджинії (1998), Аерокосмічної алеї Честь (1990), Кроссфілд здобув Меморіальну премію Глена А. Гілберта (1990) та Трофей Національного повітряно-космічного музею (2000). Посмертно він нагороджений премією Хойта С. Ванденберга, дипломом Поля Тиссандьє, премією Віктора А. Пратера та премією Дональда Д. Енгена.
На його честь було названо початкову школу в місті Герндон, штат Вірджинія. Термінал в аеропорту Чехаліс-Сентралія у штаті Вашингтон носить його ім'я.
Він також найбільше пишався нагородою А. Скотта Кроссфілда за аерокосмічну освіту року, яку присуджують щороку на так званій «ночі Оскара» в авіації, яку проводять щороку наприкінці липня в Дейтоні, штат Огайо.
Кроссфілд отримав почесний ступінь доктора наук у Флоридському технологічному інституті в 1982 році.